# Olav
Olav eller Olaf är ett norskt mansnamn, som i Sverige motsvaras av Olof eller Olov.
I den finlandssvenska namnsdagslängden har Olav namnsdag 29 juli sedan 1950.

## Kända Olav
- Olav Tryggvason, kung av Norge
- Olav Haraldsson, känd som Olof den helige, kung av Norge
- Olav Kyrre, kung av Norge
- Olav Magnusson, kung av Norge
- Olof av Danmark och Norge, kung av Norge och Danmark
- Olav V, kung av Norge
- Olav Duun, norsk författare
- Olaf Paulus, norsk tonsättare